# 薄邊毛燈蘚
薄邊毛燈蘚（学名：Rhizomnium horikawae）为提燈蘚科毛燈蘚屬下的一个种。

## 扩展阅读
- 維基物種上的相關：薄邊毛燈蘚